# ひまわりフェスティバル (野木町)
ひまわりフェスティバルは栃木県下都賀郡野木町で7月下旬に開催されるイベント。1992年に始まり、花をテーマとしたイベントとしては栃木県で先駆的な存在である。会場の4.3 haの畑に、約30万本のひまわりが咲き、多くの人が観賞に訪れる。

## 野木町のひまわり栽培
栃木県の南端に位置する野木町のシンボルはひまわりであり、ひまわりの咲く野木町野木地区はとちぎのふるさと田園風景百選（2011年）に認定されている。ひまわり栽培が野木町に定着し、ひまわりフェスティバルが始まるまでには次のような経緯がある。
野木町は土地と気候に恵まれ、米・麦・野菜・果樹・酪農など幅広く農産物を生産することが可能であったため、「特産物」となりうるものが存在しなかった。そこで、1977年に町花と選定されたひまわりを特産物にしようと野木町農業協同組合（現・小山農業協同組合）を中心に、1989年に2haの農地で試験栽培を行った。ひまわり栽培は転作の推進や、辺り一面に咲くひまわりの観光資源としての活用も兼ねた取り組みであった。また、ベッドタウンとして都市化が進む中で、ひまわりを通して新旧の町民を結び付け、愛郷心を育むことも意図していた。
試験栽培は、収穫時期が遅れたことでカワラヒワに種子の8割を食べられてしまうという結果だったが、採算が採れる250 kg/反を上回る収穫が見込めることが分かり、1990年には栽培面積を10 haに拡大した。同年は町内35か所で50万本のひまわりを栽培し、特に野木町野木の土地改良区にまとまったひまわり畑が形成された。この年は8.7 tの収穫があり、うち100 kgをナッツに、残る8.6 tをひまわり油に加工した。
1991年には町内100か所35 haまで拡大し、7月に東京駅に野木町からひまわり800本を持ち込んで、ひまわりの町であることをアピールした。合わせて東日本旅客鉄道も「ヒマワリの里・散策と史跡めぐり」と題したパッケージツアーを組んで野木町の取り組みを後押した。しかし、栽培3年目になってもカワラヒワの食害を防げず、半分ほどの種子を食べられてしまった。
こうした経緯を経て、1992年に野木町で初めてのひまわりに関するイベントとしてひまわりフェスティバルが企画された。当時の日本ではイベント向けにひまわりを栽培する地域が各地に現れ、流行の兆しをみせていた。

## 歴史
ひまわり栽培の試行から4年目となる1992年、野木町立野木第二中学校南側にあるひまわり畑4 haを会場としてひまわりの迷路やミニSL、農産物直売コーナーや地元商店による屋台などから成るイベントとして企画された。最寄りの野木駅から会場までは3 km離れているため、シャトルバスを準備した。第1回ひまわりフェスティバルは同年7月18日・19日に開かれ、家族連れを中心に3万人が訪れた。来場者はひまわり迷路を散策したり、20万本のひまわり畑を撮影したりして楽しんだ。
第2回（1993年）は7月21日から25日までの5日間に延長し、扇ひろこ・大下八郎ショーやヘリコプターによる遊覧飛行、花火大会などを企画した。同年は冷夏のため、会期中に6 - 7割程度しかひまわりが咲かないトラブルに見舞われた。第3回（1994年）は更に延長し7月30日から8月7日まで、陸上自衛隊音楽隊による演奏会や平浩二歌謡ショーなどを開催した。この年は水不足でひまわりの草丈が低く、ひまわり迷路は簡単になったが、7月30日・31日の2日間に4万人が来場した。一方で、町内のひまわり栽培は、カワラヒワの食害を防ぐ手立てがなく、収量が不安定であることから離脱する農家が増え、10 haに縮小した。
第5回（1996年）は会場のひまわり畑を7 haに拡張し、美少女戦士セーラームーンショーや竜鉄也・白鳥みづえ歌謡ショーなどを開いた。同年は発芽直後のひまわりがドバトやキジバトに食べられ、2 haで種のまき直しが行われた。すでに、ひまわりフェスティバルが野木町最大のイベントに成長していたことから、野木町当局は第6回（1997年）の開催に向けハトの駆除を計画したが、実弾を使って駆除する計画に反対意見が挙がり、空砲で追い払う方針に改めた。

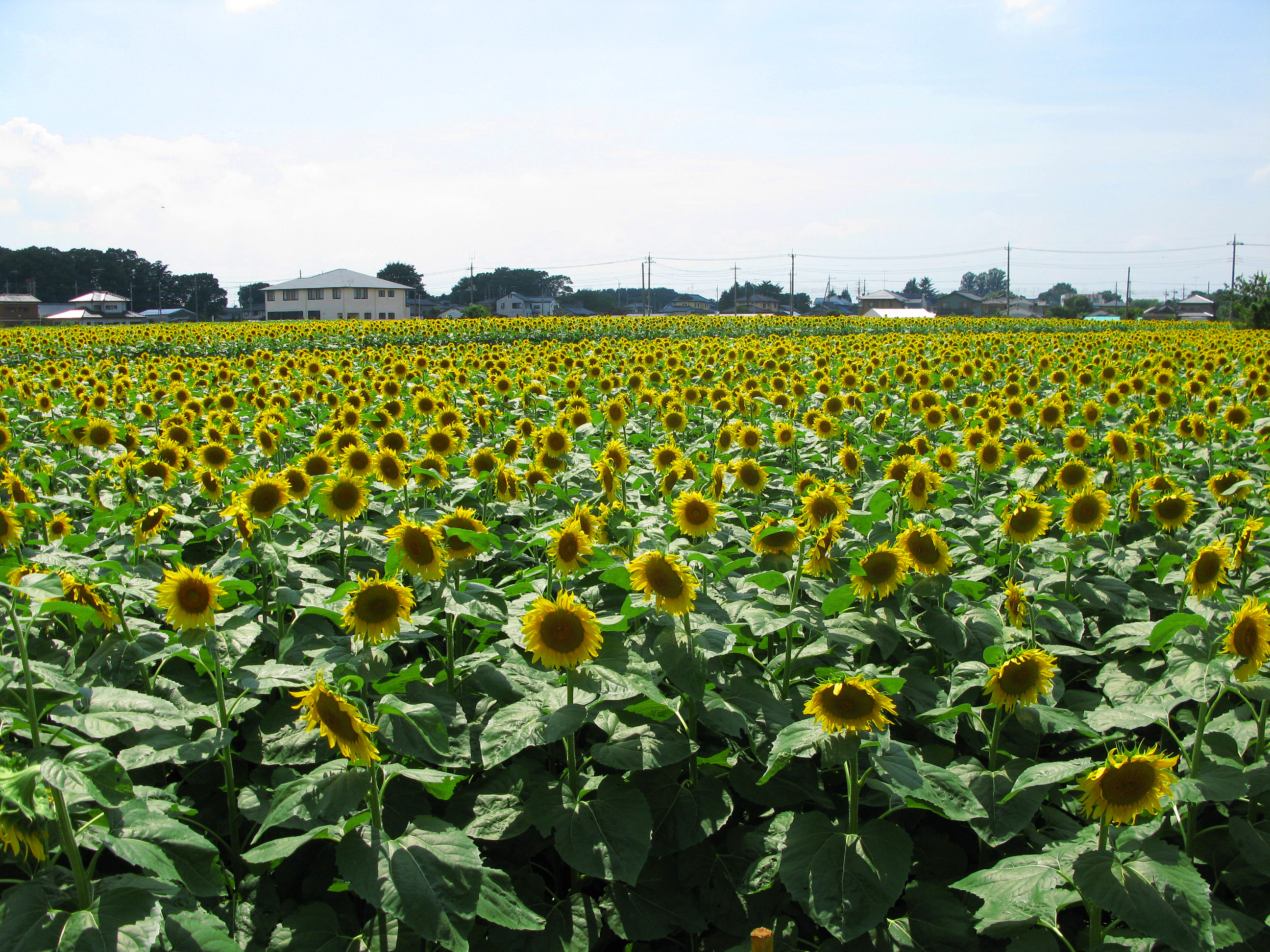
第18回（2009年）の様子

2001年は第10回記念として10日間開催し、4.5万人が来場した。第11回（2002年）は5日間に短縮した。第17回（2008年）は7月25日から28日の4日間開催し、新企画として町民らがデザインしたTシャツを展示するアート展を開催した。
第29回（2020年）は4.3 haに30万本のひまわりが植えられたが、新型コロナウイルス感染症の流行を受けステージイベントやひまわり大迷路は中止された。ひまわり畑での観覧は可能としたが、来場者は少なく、畑は閑散としていた。第30回（2021年）も規模を縮小して開催したが、30回目の記念としてエニスホール（野木町文化会館）で伊藤咲子と鈴木杏奈のライブを開催した。
第31回（2022年）は3年ぶりに本格開催に踏み切った。ただし感染症対策（密対策）としてひまわり大迷路は作らず、1.5 m程度と背丈を低めに抑えられるサンマリノ種のひまわりで散策路を整備した。この散策路は上から見ると野木町章となるように作られた。

## イベントの内容

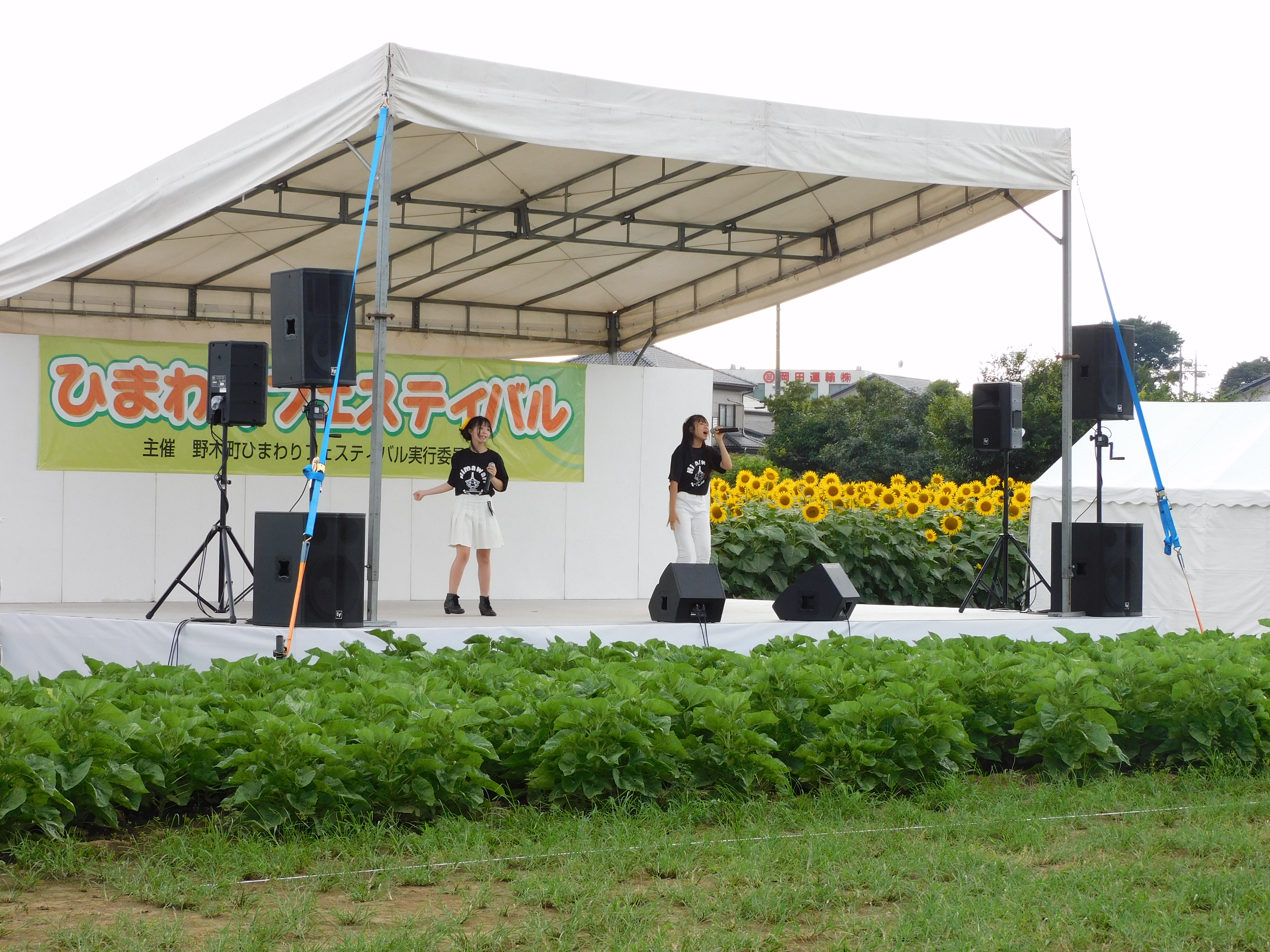
第31回（2022年）のステージイベント

フェスティバルの主催者は野木町ひまわりフェスティバル実行委員会で、野木町の新旧住民が協力して運営する。1990年代には入場料を徴収し、くじ引きで景品と交換していたが、後に無料化された。
会場のひまわり畑は4.3 haあり、30万本のひまわりが花を咲かせる。ひまわりの品種は、1990年代はサンリッチレモン・サンリッチオレンジなど、2022年はサンマリノが主である。畑の中には、ひまわり大迷路が作られるほか、ひまわり畑を一望できる高さ2 mの見晴らし台が設置される。ひまわりは草丈が高いので、見晴らし台から眺めると、地表に立って見るのとは違うように見え、青空や白雲と合わせて夏らしい風景を望むことができる。見晴らし台はフェスティバル終了後もしばらく設置され、ひまわりの刈り取りに合わせて撤去される。
会場にはステージが設営され、各種イベント（キャラクターショーや野外ライブなど）が開催される。野木町出身の歌手・鈴木杏奈は、正式にデビューするより前の小学4年生から連続してステージに立っている。このほか、模擬店の出店や引き馬（ポニー）、トラクターによる遊覧などのアトラクションも用意される。
野木町は、同じ栃木県の上三川町や益子町と「ひまわりサミット」を結成し、ひまわりの開花の時期が重ならないように調整するほか、合同でスタンプラリーを開催して連携を図っている。

## 交通
- 公共交通機関
  - 最寄り駅のJR東北本線（宇都宮線）野木駅からは3 km離れており[13]、徒歩で30分ほどかかる[1][2]。野木駅に発着する路線バスはない[34]が、フェスティバルの期間中は無料シャトルバスが運行される[2]。
- 自動車 - 会場付近に駐車場が1,000台分用意され[2]、一部は有料である[2][4]。
  - 東北自動車道佐野藤岡ICから国道50号・県道174号を経由して約30分[4]。
  - 東北自動車道加須ICからは、国道125号・国道4号経由で約40分[2]
  - 小山市街からは国道4号経由で約15分[1]。